# Avni Kertmen
Avni Kertmen (* 2. September 1961 in Giresun, Türkei) ist ein deutscher Badmintonspieler. Der querschnittgelähmte Sportler errang seit dem Jahr 2000 insgesamt 18 deutsche Titel und acht Europa- und fünf Weltmeistertitel.

## Werdegang
Nach einem Arbeitsunfall im Jahr 1985 zog der gebürtige Türke zu seinem Bruder nach Deutschland. Nachdem der nun im Rollstuhl sitzende zunächst soziale Kontakte gescheut hatte, gab ihm der Sport innerhalb der Rollstuhlsportgemeinschaft Langenhagen 82 (zunächst in der Sparte Basketball) wieder neuen Lebensmut. Neben seinen späteren zahlreichen Erfolgen im Badmintoneinzel und -doppel wählte ihn Niedersachsen 2004 zum Sportler des Jahres im Bereich Behindertensport. Darüber hinaus wurde ihm 2006 der Deutsch-Türkische Freundschaftspreis im Bereich Sport verliehen.

## Sportliche Erfolge (Auswahl)
- 1999: 5. Platz mit dem deutschen Team bei der Europameisterschaft im Rollstuhl-Badminton in Tel Aviv
- 2000: Deutscher Meister im Rollstuhl-Badminton im Herreneinzel und im Herrendoppel
- 2001: 1. Platz im Herreneinzel und Herrendoppel bei den internationalen Meisterschaften von Belgien im Rollstuhl-Badminton
- 2003: Weltmeister im Herreneinzel und Herrendoppel bei den Weltmeisterschaften im Rollstuhl-Badminton in Cardiff
- 2004: Deutscher Meister im Rollstuhl-Badminton im Herreneinzel und im Herrendoppel
- 2005: Weltmeister im Doppel und Dritter im Einzel bei der WM in Taiwan
- 2007: Weltmeister bei der WM in Thailand
- 2008: Europameister bei der EM in Dortmund
- 2011: Weltmeister bei der WM in Guatemala

## Auszeichnungen
- Behindertensportler des Jahres des Landes Niedersachsen 2004
- Deutsch-Türkischer Freundschaftspreis 2006